# Halina Stawowy-Dombrowska
Halina Maria Anna Stawowy-Dombrowska (ur. 1 marca 1953 w Kielcach) – polska artystka rzeźbiarka, projektantka wzornictwa, doktor habilitowana w dziedzinie sztuk wizualnych, wykładowca akademicki.

## Życiorys
Córka Stanisława Stawowego (1906-1993) – rzeźbiarza, przewodnika tatrzańskiego i wieloletniego nauczyciela rzeźby w Państwowym Liceum Sztuk Plastycznych im. Józefa Szermentowskiego w Kielcach i Stefanii (Górzanki) Stawowy (1933-1999) matematyka i pedagoga. W 1972 roku ukończyła I Liceum Ogólnokształcące im. Stefana Żeromskiego w Kielcach. Absolwentka Akademii Sztuk Pięknych im. Jana Matejki w Krakowie. Dyplom magisterski na Wydziale Wzornictwa Przemysłowego. Projektowanie studiowała m.in. u profesorów: Ryszarda Otręby, Andrzeja Pawłowskiego, Adama Wodnickiego, sztuki wizualne u profesorów: Wincentego Kućmy, Jana Pamuły. Po studiach, w 1980 r. rozpoczęła pracę na stanowisku asystenta w Wyższej Szkole Pedagogicznej w Kielcach (obecnie Uniwersytet Jana Kochanowskiego). W krakowskiej Akademii Sztuk Pięknych uzyskała kolejne stopnie naukowe.
Od 1998 r. pracuje w Instytucie Sztuk Pięknych Uniwersytetu Jana Kochanowskiego w Kielcach.

## Twórczość
W swojej twórczości zajmuje się rzeźbą, medalierstwem, wzornictwem i fotografią. Zrealizowała 16 indywidualnych wystaw rzeźby. Wzięła udział w blisko 200 wystawach rzeźby i wystawach interdyscyplinarnych, zdobywając 30 nagród i wyróżnień. Wystawiała m.in. w Aarhus, Berlinie, Bratysławie, Colorado Springs, Częstochowie, Damaszku, Gdańsku, Kielcach, Krakowie, Lublinie, Łodzi, Moskwie, Poznaniu, Rawennie, Rzymie, Sopocie, Sofii, Szczecinie, Toruniu, Warszawie, Wrocławiu.

## Odznaczenia
Odznaczona m.in. Brązowym Krzyżem Zasługi 1987 r., Złotym Krzyżem Zasługi 2001 r., Medalem Komisji Edukacji Narodowej 2004 r., Medalem Złotym Za Długoletnią Służbę 2011 r.